# آنیتا بورگ
آنیتا بورگ (به انگلیسی: Anita Borg) (زاده ۱۷ ژانویه ۱۹۴۹ - درگذشت ۶ آوریل ۲۰۰۳) یک دانشمند علوم رایانه اهل آمریکا بود. او بنیان‌گذار انستیتو زنان و تکنولوژی آنیتا بورگ و جشنواره گریس هاپر زنان در رایانه است. او در شیکاگو، ایلینوی متولد شد و نام او را آنیتا بورگ نفز (به انگلیسی: Anita Borg Naffz) نهادند. او اولین شغل برنامه‌نویسی خود را در سال ۱۹۶۹ بدست آورد. او که از بچگی به ریاضیات علاقه‌مند بود، در ابتدا خیلی مایل به رشته علوم رایانه نبود و هنگامی که در یک شرکت بیمه کوچک مشغول به کار بود، به شکل خودجوش برنامه‌نویسی را یاد گرفت. او در سال ۱۹۸۱ یک مدرک دکتری در رشته علوم رایانه از دانشگاه نیوجرسی کسب کرد. پایان‌نامه او در مورد بهره‌وری در همگام‌سازی سیستم‌عاملها بود. او پس از دریافت مدرک دکتری، چهار سال وقت صرف کرد تا یک سیستم‌عامل مبتنی بر یونیکس با قابلیت تحمل خطا، در ابتدا برای شرکت «آرژن سیستمر کورپ» در نیوجرسی و سپس برای شرکت نیکسدورف کامپیوتر در آلمان طراحی کند. در سال ۱۹۸۶، او کار کردن در آزمایشگاه تحقیقاتی غربی در شرکت DEC را شروع کرد و ۱۲ سال در آنجا مشغول بود.